# SNCF A1AA1A 68000 sorozat
Az SNCF A1AA1A 68000 sorozat egy francia Ao1Ao'Ao1Ao tengelyelrendezésű dízel-villamos erőátvitelű dízelmozdony-sorozat. 1963 és 1968 között gyártotta a CALF, SACM, Groupe Fives-Lille az SNCFrészére. Összesen 80 + 5 db készült belőle.